# 778 TCN
778 TCN là một năm trong lịch La Mã.